# Giuseppe Motta
Giuseppe Motta (Airolo, Ticino kanton, 1871. december 29. – Bern, 1940. január 23.) svájci jogász, az Államtanács elnöke.

## Életpályája
Apja, Sigismondo, a tessini Nagytanács konzervatív küldöttje (député conservateur au Grand Conseil tessinois) volt. Édesanyja Paolina Dazzoni. 1899-ben vette feleségül Agostina Andreazzit. Tanulmányait 1887-ig a Collège Papio d'Asconában, 1887 és 1889 fribourgi Saint-Michel kollégiumban, jogi tanulmányait a fribourgi, a müncheni és a heidelbergi egyetemeken folytatta. 1893-ban szerzett doktorátust. 1895-től a Szövetségi Tanácsba (Conseil fédéral) való megválasztásáig Airolóban ügyvédként és közjegyzőként működött. 
1899-től nemzeti tanácsosként (Conseiller national) kiállt a menedékjog fenntartása és az arányos képviseleti rendszer mellett. Az 1911. novemberében elhunyt Josef Anton Schobinger utódja lett a Szövetségi Tanácsban. 1911. december 14-én 206-ból 184 szavazattal választották meg. Ebben a minőségében Robert Comtesse utódja lett a pénzügyi és vámügyi minisztérium élén. Mivel a világháború alatti mozgósítás rendkívüli költségekkel járt, Mottának számos népszerűtlen intézkedést kellett hoznia, beleértve a hadiadót és a háborús jövedelmek megadóztatását. Mindezek a gondok 1918-ban általános sztrájkhoz és politikai forradalom veszélyéhez vezettek. 
Mottát először 1915-ben, majd 1920-ban, 1927-ben, 1932-ben és 1937-ben választották szövetségi elnökké (Président de la Confédération). Elődjéhez, Felix Calonderhez hasonlóan, Motta szorgalmazta Svájcnak a Népszövetséghez való csatlakozását, amelyet 1920. május 20-án egy népszavazás támogatott. Mint hívő katolikus, Mottának sikerült ehhez a svájci katolikusok támogatását megszereznie. Ezután Svájc differenciált semlegességi politikát folytatott. 
Bár Motta konzervatív felfogása mellett szorgalmazta, hogy Svájc ismerje el a Szovjetuniót és 1927-ben Berlinben született is egy megállapodás, amely ebbe az irányba mutatott, ám a közvélemény nyomására 1934-ben, amikor a Szovjetunió a felvételét kérte a Népszövetségbe, Motta is ez ellen szavazott. Ugyanakkor Németországgal Svájc kapcsolatai főként a gazdaság területére szorítkoztak. Svájc semlegességére nagyon ügyeltek: amikor pl. 1935-ben Bázelben a Gestapo letartóztatta Berthold Jacob német újságírót, Mottának sikerült elérnie a szabadon bocsátását.

## Jelentősége
Kommunista- és szocialista-ellenessége mellett is számos kérdésben reálpolitikusként lépett fel mind Svájc, mind a nemzetközi közösség érdekében.

## Emlékezete
Genfben (az egykori Népszövetség épületéhez vezető) Avenue Giuseppe Motta, Asconában pedig egy tér (Piazza) viseli a nevét.

## Műve
- Testimonia Temporum: Discours et écrits choisis (1911-1940), 3 vol., 1931-1941

## Bibliográfia
- J.R. von Salis, Giuseppe Motta, 1941
- «Zum 100. Geburtstag von Giuseppe Motta», in Schweizer Rundschau, 70, 1971, 370-464
- M. Rigonalli, Le Tessin dans les relations entre la Suisse et l'Italie, 1922-1940, 1984
- M. Cerutti, Fra Roma e Berna, 1986
- Altermatt, Conseil fédéral, 306-311
- M. Trisconi, Giuseppe Motta e i suoi corrispondenti (1915-1939), 1996